# Locomotiva SV 35
Le locomotive gruppo 35 della Società Veneta erano un gruppo di locotender di rodiggio 1-3-0, costruite originariamente per alcune ferrovie svizzere.

## Storia
Le locomotive furono costruite dalla SLM di Winterthur tra il 1892 e il 1896 per due ferrovie private elvetiche: quattro unità per la Thunerseebahn (TSB, ferrovia Scherzligen-Därligen) e due unità per la Spiez-Erlenbach-Bahn (SEB).
Le motrici, originariamente a rodiggio C, furono ricostruite dalla SLM tra il 1902 e il 1903 con l'aggiunta di un bissel anteriore, il cambio della caldaia e l'aumento della capacità di acqua e carbone: il rodiggio divenne 1'C e cambiò conseguentemente anche la denominazione (da Ec 3/3 a Ec 3/4). 
Da quel punto le locomotive subirono svariati passaggi di proprietà: la locomotiva nº 1 fu ceduta dalla TSB alla Gürbetalbahn (GTB, ferrovia Berna-Weissenbühl-Burgistein-Thun), mentre la nº 5 passò dalla SEB alla TSB. Nel 1913 la TSB fu assorbita dalla Bern-Lötschberg-Simplon (BLS): le locomotive rimasero in servizio sulla Scherzligen-Därligen, cambiando matricole in 22 ÷ 25. Radiate nel 1915, le locomotive della BLS furono cedute l'anno successivo alla Società Veneta, che le impiegò (insieme alle unità dei gruppi 36, 37, 38, anch'esse acquistate usate in Svizzera) per far fronte al crescente traffico dovuto alla prima guerra mondiale; nel 1930 anche le locomotive della GTB e della SEB furono rilevate dalla SV.
Le motrici furono impiegate dalla SV sulle sue linee sociali, principalmente sulla Ferrara-Modena, anche se si hanno notizie dell'utilizzo di un'unità sulla Arezzo-Stia. Nel 1947 esistevano quattro unità atte al servizio, tutte impiegate sulla Ferrara-Modena; chiusa la linea, due unità furono trasferite a Bologna: una unità fu demolita entro il 1958, mentre l'ultima (la nº 352), rimase accantonata sino al 1961.

## Caratteristiche
Le locomotive del gruppo 35 erano locotender a 2 cilindri a semplice espansione, con distribuzione a cassetto e distribuzione Walschaerts. Avevano una potenza di 285 CV e una velocità massima di 55 km/h. Il rodiggio, dopo la ricostruzione del 1902-1903 era 1-3-0.

## Prospetto delle unità[6]
| Numerazione originaria | Numerazione post ricostruzione                 | Numerazione SV | Anno di costruzione | Costruttore | N. costruzione |
| ---------------------- | ---------------------------------------------- | -------------- | ------------------- | ----------- | -------------- |
| TSB Ec 3/3 2           | TSB Ec 3/4 2, poi BLS Ec 3/4 22                | 350            | 1892                | SLM         | 729            |
| TSB Ec 3/3 3           | TSB Ec 3/4 3, poi BLS Ec 3/4 23                | 351            | 1893                | SLM         | 788            |
| TSB Ec 3/3 4           | TSB Ec 3/4 4, poi BLS Ec 3/4 24                | 352            | 1893                | SLM         | 789            |
| SEB Ec 3/3 5           | SEB Ec 3/4 5, poi TSB Ec 3/4 5 e BLS Ec 3/4 25 | 353            | 1896                | SLM         | 990            |
| TSB Ec 3/3 1           | GTB Ec 3/4 21                                  | 354            | 1892                | SLM         | 728            |
| SEB Ec 3/3 6           | SEB Ec 3/4 6                                   | 355            | 1896                | SLM         | 991            |